# Gelbes Teerkraut
Das Gelbe Teerkraut (Parentucellia viscosa), auch Gelbe Bartsie genannt, ist eine Pflanzenart aus der Gattung Teerkräuter (Parentucellia) in der Familie der Sommerwurzgewächse (Orobanchaceae). Der Gattungsname wurde zu Ehren des italienischen Geistlichen Tommaso Parentucelli (1397–1455), der spätere Papst Nikolaus V., gewählt.

## Beschreibung

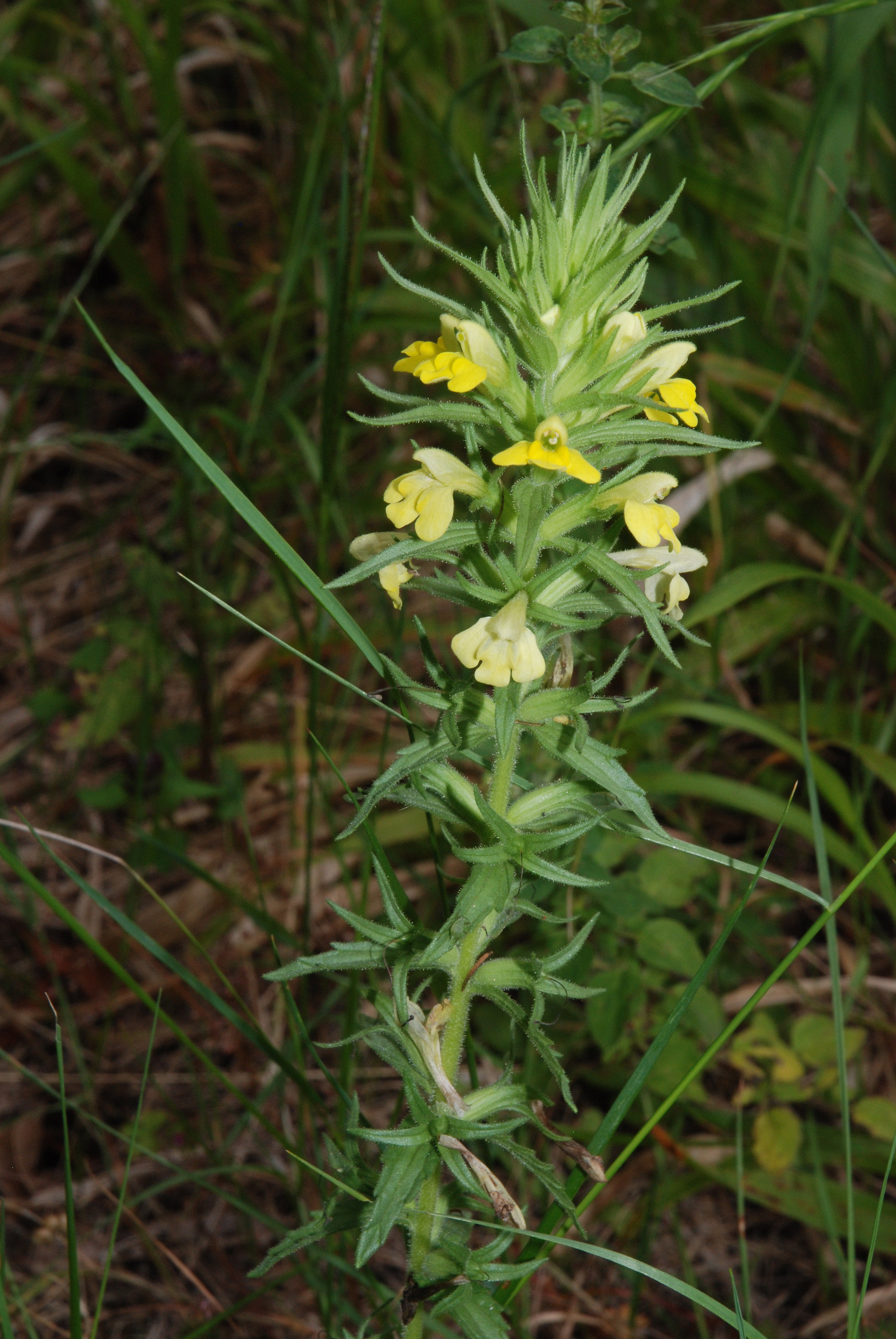
Habitus, Laubblätter und Blütenstand

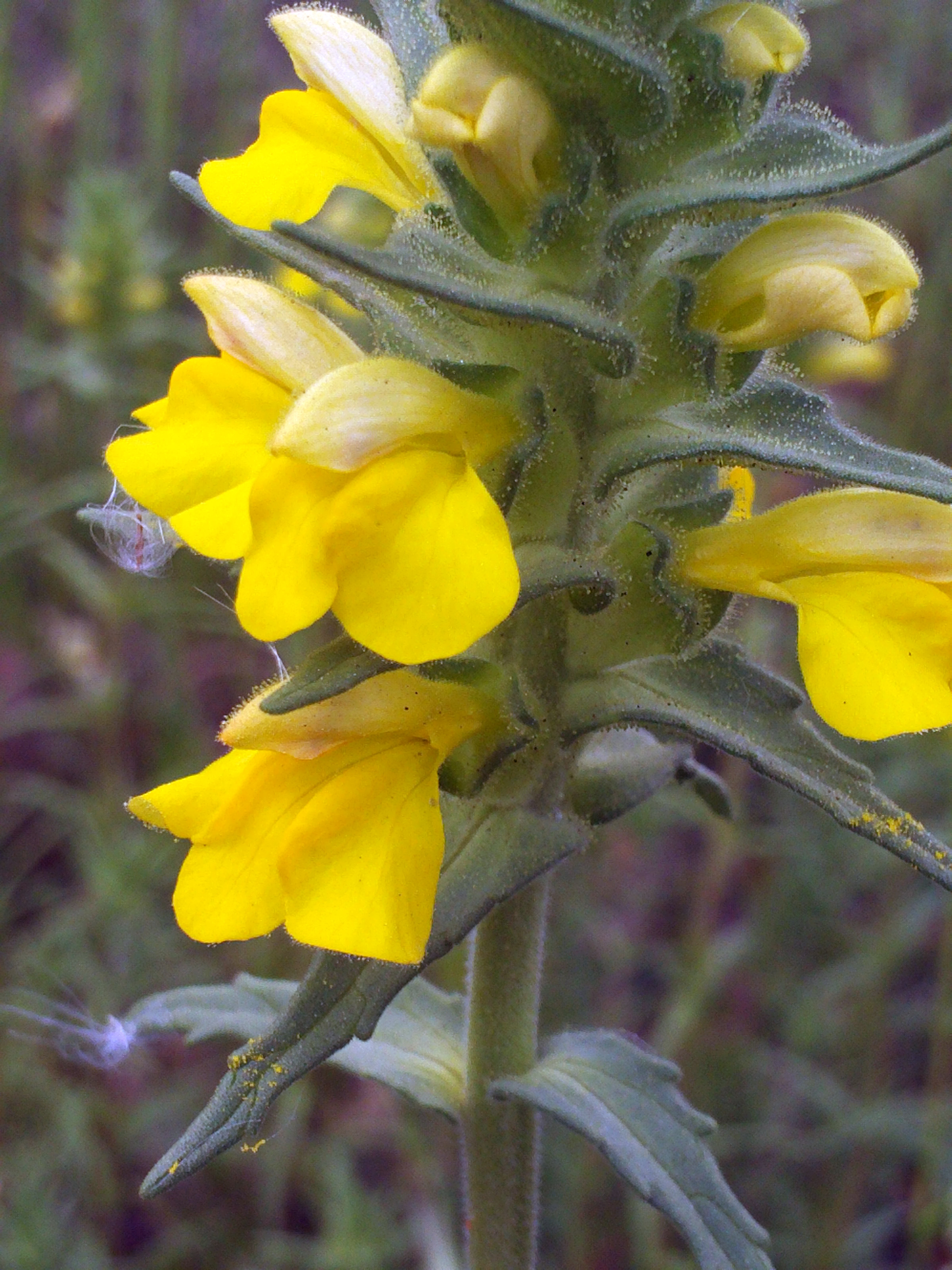
Ausschnitt eines Blütenstandes mit zygomorphe Blüten im Detail

### Vegetative Merkmale
Gelbes Teerkraut ist eine einjährige krautige Pflanze und erreicht Wuchshöhen von 10 bis 50 Zentimetern. Die oberirdischen Pflanzenteile sind stark drüsig-klebrig. Der hellgrüne, vierkantige Stängel ist in der Regel unverzweigt.
Die gegenständig angeordneten Laubblätter sind sitzend. Die länglich-lanzettliche Blattspreite ist elliptisch bis eiförmig-lanzettlich und besitzt einen gekerbten bis gesägten oder grob gezähnten Blattrand.

### Generative Merkmale
Die Blütezeit reicht je nach Standort von April bis September. Im endständigen, allseitswendigen, ährigen Blütenstand sind die Blüten locker und vierseitig angeordnet. Die Deckblätter sind den Laubblättern sehr ähnlich und so lang wie die Blüten.
Die zwittrige Blüte ist zygomorph mit doppelter Blütenhülle. Der röhrenförmige Kelch ist 10 bis 16 Millimeter lang. Die linealisch-lanzettlichen Kelchzähne werden etwa so lang wie die Kelchröhre. Die gelbe Blütenkrone ist bis zu 25 Millimeter lang mit schlanker Kronröhre und ist zweilippig. Die Oberlippe ist kurz und helmförmig. Die Unterlippe ist länger als die Oberlippe. Die Unterlippe und dreilappig und ihre Kronblattlappen sind durch Leisten voneinander getrennt. Es sind zwei längere und zwei kürzere Staubblätter vorhanden.
Die kugelige Kapselfrucht enthält viele Samen.
Die Chromosomenzahl beträgt 2n = 48.

## Ökologie
Beim Gelben Teerkraut handelt es sich um einen Therophyten und einen Halbschmarotzer.

## Vorkommen
Das Verbreitungsgebiet von Parentucellia viscosa umfasst den gesamten Mittelmeerraum, außerdem die Kanaren, Azoren und Madeira. Im Nordwesten kommt das Gelbe Teerkraut bis Schottland vor, im Osten bis in den Iran. Ob Parentucellia viscosa auf den Azoren und Kanaren ursprünglich vorkam, ist zweifelhaft. Sie ist in den Niederlanden, in Belgien, Deutschland, Dänemark, Australien, Tasmania, Algerien, Chile, Hawaii, USA und Kanada ein Neophyt.
Das Gelbe Teerkraut gedeiht am besten auf frischen, wechselfeuchten Grasfluren, Wiesen, Brachflächen, aber auch auf steinigen Böden. Es kommt in Mitteleuropa in Pflanzengesellschaften der Verbände Agropyro-Rumicion und Juncion acutiflori, aber auch in der Klasse der Zwergbinsengesellschaften (Isoeto-Nanojuncetea) vor.